# 遠軽北見道路
遠軽北見道路（えんがるきたみどうろ、英: Engaru-Kitami Road）は、起点を北海道紋別郡遠軽町、終点を北見市とする地域高規格道路の路線名。
1994年（平成6年）12月16日計画路線に指定された。延長約60 kmのうち、2022年現在旭峠道路の3.5 kmが供用されており、生田原道路が事業中である。
将来、他の高規格道路（旭川紋別自動車道や北海道横断自動車道）とつながる予定になっており、紋別空港や女満別空港へのアクセスの改善も期待される。

## 事業名

### 生田原道路
- 路線名 : 一般国道333号
- 起点 : 紋別郡遠軽町生田原水穂[2]
- 終点 : 紋別郡遠軽町生田原旭野[2]
- 延長 : 5.7 km[2]
- 規格 : 第1種第3級[2]
- 設計速度 : 80 km/h[2]
- 道路幅員 : 13.5 m[2]
- 車線幅員 : 3.5 m[2]
- 車線 : 完成2車線[2]
- 路線状況 : 事業中

### 旭峠道路

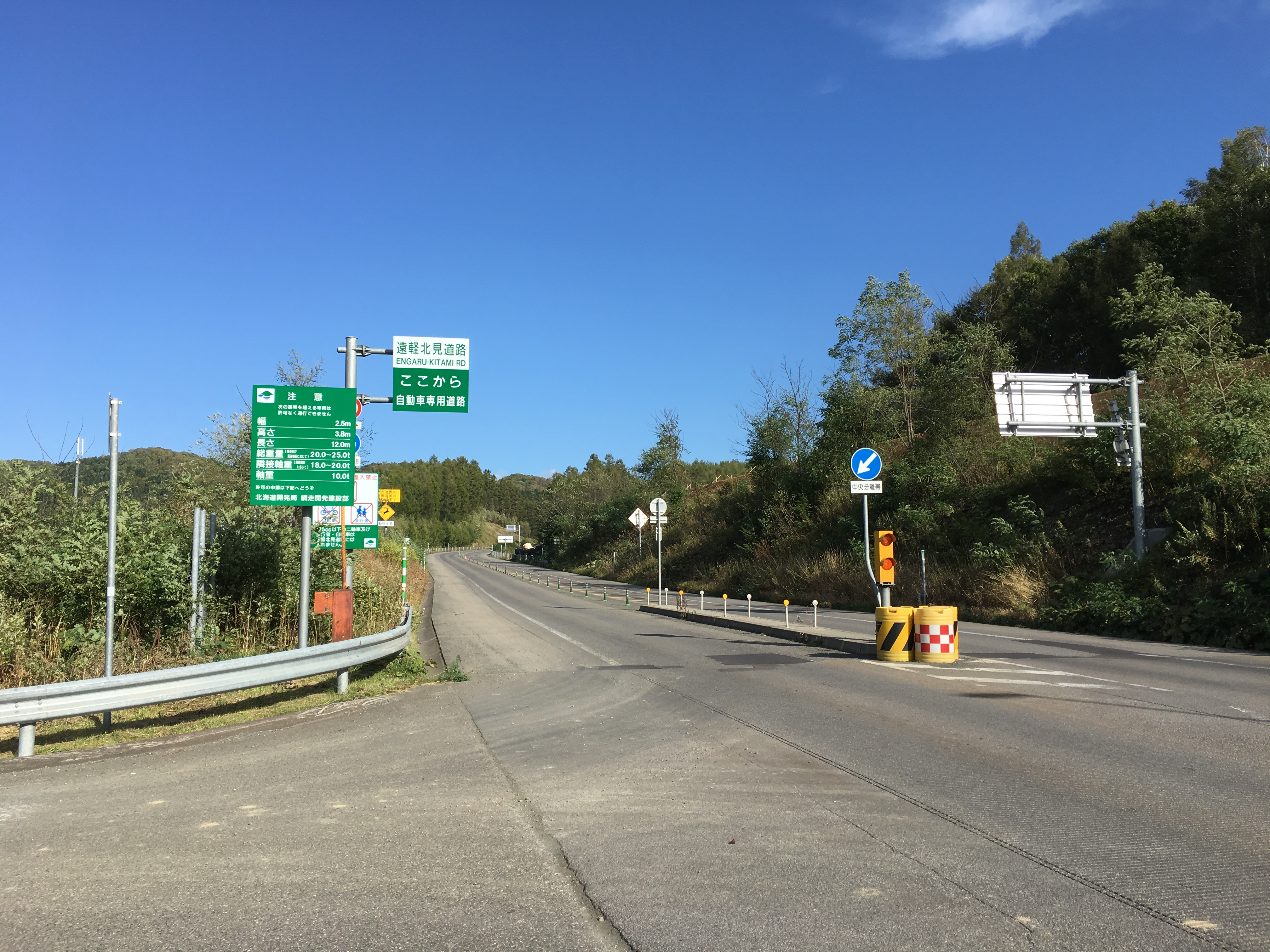
旭峠道路（遠軽町側）

- 路線名 : 一般国道333号
- 起点 : 紋別郡遠軽町生田原旭野[3]
- 終点 : 常呂郡佐呂間町字大成[3]
- 延長 : 3.5 km[3]
- 規格 : 第1種第2級[3]
- 設計速度 : 100 km/h[3]
- 道路幅員 : 12.0 m[3]
- 車線幅員 : 3.5 m[3]
- 車線 : 暫定2車線[3]
- 路線状況 : 供用中
- 自動車専用道路

### 佐呂間道路
常呂郡佐呂間町 - 北見市。調査区間。

### 端野道路
北見市 - 旧常呂郡端野町。2005年3月23日調査区間に指定。

## 歴史
- 1991年（平成03年）：旭峠道路事業化[3]。
- 1993年（平成05年）：旭峠道路工事着手[3]。
- 2002年（平成14年）11月20日：旭峠道路開通[3]。
- 2007年（平成19年）：生田原道路事業化[2]。
- 2009年（平成21年）：生田原道路工事着手[2]。

## インターチェンジなど
- IC番号欄の背景色が■である区間は既開通区間に存在する。施設欄の背景色が■である区間は未開通区間または未供用施設に該当する。未開通区間の名称は全て仮称である。
- 略字は、ICはインターチェンジを示す。

| IC 番号                                           | 施設名                             | 接続路線名                         | 起点から の距離                    | 終点から の距離                    | 備考                               | 所在地                             | 所在地                             |
| E39 旭川紋別自動車道（事業中区間）                | E39 旭川紋別自動車道（事業中区間） | E39 旭川紋別自動車道（事業中区間） | E39 旭川紋別自動車道（事業中区間） | E39 旭川紋別自動車道（事業中区間） | E39 旭川紋別自動車道（事業中区間） | E39 旭川紋別自動車道（事業中区間） | E39 旭川紋別自動車道（事業中区間） |
| この間計画区間                                    | この間計画区間                     | この間計画区間                     | この間計画区間                     | この間計画区間                     | この間計画区間                     | この間計画区間                     | この間計画区間                     |
| ------------------------------------------------- | ---------------------------------- | ---------------------------------- | ---------------------------------- | ---------------------------------- | ---------------------------------- | ---------------------------------- | ---------------------------------- |
| -                                                 |                                    | 国道242号 国道333号                |                                    |                                    | 事業中                             | オホーツク総合振興局               | 紋別郡遠軽町                       |
| -                                                 | 生田原IC                           | 国道242号                          |                                    |                                    | 事業中                             | オホーツク総合振興局               | 紋別郡遠軽町                       |
| -                                                 | （旭峠道路遠軽ランプ）             | 国道333号                          |                                    |                                    |                                    | オホーツク総合振興局               | 紋別郡遠軽町                       |
| -                                                 | （旭峠道路佐呂間ランプ）           | 国道333号                          |                                    |                                    |                                    | オホーツク総合振興局               | 常呂郡佐呂間町                     |
| この間計画区間                                    |                                    |                                    |                                    |                                    |                                    |                                    |                                    |
| E61 北海道横断自動車道 端野高野道路（事業中区間） |                                    |                                    |                                    |                                    |                                    |                                    |                                    |

## 路線状況

### 車線・最高速度・料金
| 区間     | 車線 上下線=上り線+下り線 | 最高速度 | 料金 |
| -------- | ------------------------- | -------- | ---- |
| 旭峠道路 | 2=1+1 （暫定2車線）       | 60 km/h  | 無料 |

### 主なトンネルと橋
| トンネル・橋梁名称 | 延長    | 区間     | 備考 |
| ------------------ | ------- | -------- | ---- |
| 旭野トンネル       | 1,485 m | 旭峠道路 |      |

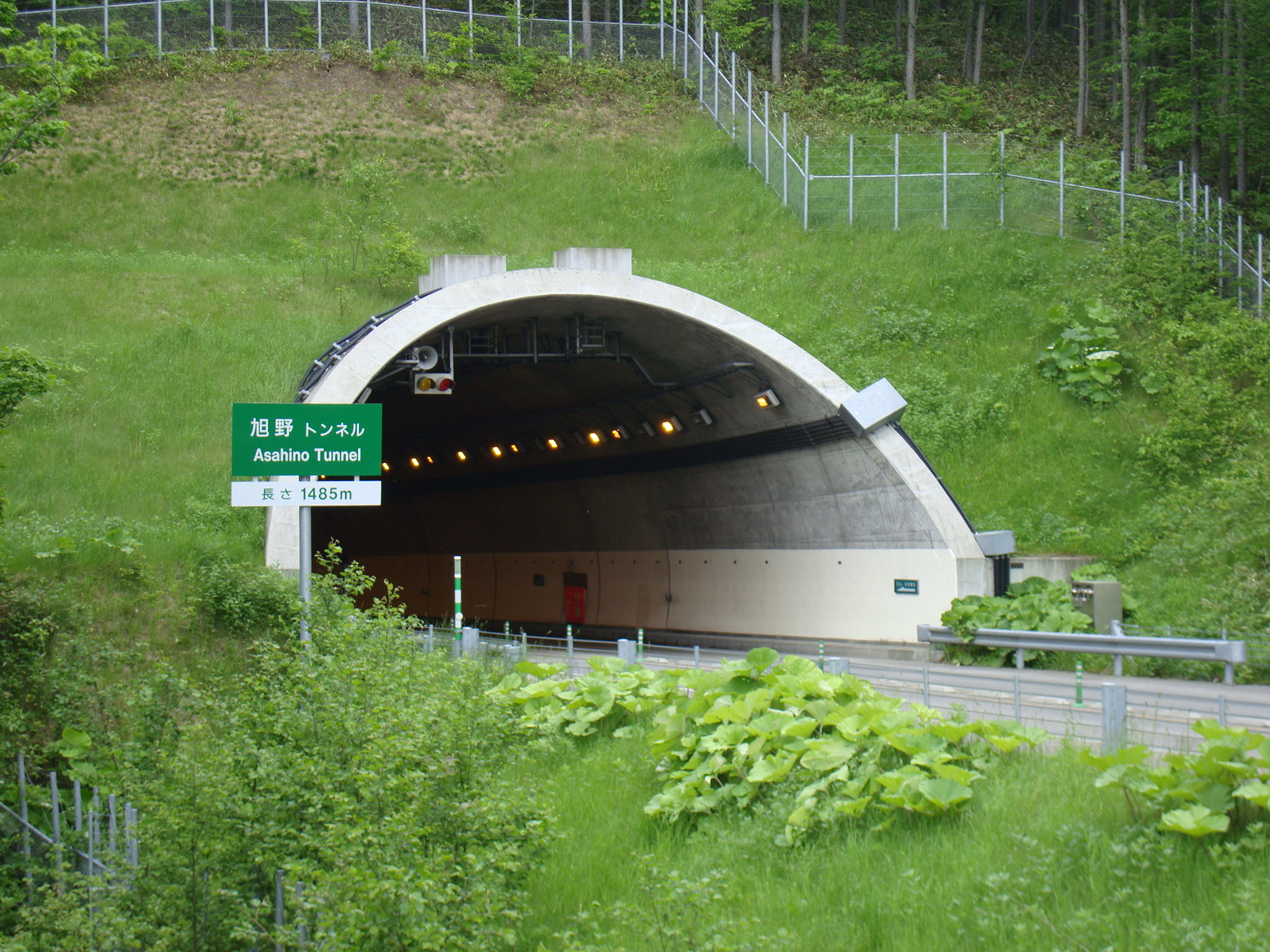
旭野トンネル（遠軽町側）

※トンネルのある区間は暫定2車線の対面通行であるため、上下線で1本のトンネルとなっている。

### 交通量
24時間交通量（台）道路交通センサス
| 区間     | 平成17（2005）年度 | 平成22（2010）年度 | 平成27（2015）年度 | 令和3（2021）年度 |
| -------- | ------------------ | ------------------ | ------------------ | ----------------- |
| 旭峠道路 | 3,459              | 4,196              | 4,292              | 4,067             |

（出典：「平成22年度道路交通センサス」・「平成27年度全国道路・街路交通情勢調査」・「令和3年度全国道路・街路交通情勢調査」（国土交通省ホームページ）より一部データを抜粋して作成）
- 令和2年度に実施予定だった交通量調査は新型コロナウイルス感染症の影響で延期され[4]、翌年度に実施された。

## 地理

### 通過する自治体
- 北海道
  - オホーツク総合振興局管内
    - 紋別郡遠軽町 - 常呂郡佐呂間町 - 北見市

### 接続する高速道路
- E39 旭川紋別自動車道（予定）
- E61 北海道横断自動車道 端野高野道路（予定）